# Haras national de Jegălia
Le haras national de Jegălia (roumain : Herghelia Jegălia) est un haras national situé dans le județ de Călărași, en Roumanie. Il élève historiquement l'Arabe et le Pur-sang, et plus récemment le cheval de sport roumain.

## Histoire
Le haras de Jegălia fait partie des principaux haras d'État établis en Roumanie, afin d'améliorer la qualité du cheptel local.
Il est créé en 1921, comme dépôt d'étalons et lieu d'élevage des races Arabe et Pur-sang, pour les besoins de l'armée.
En 1926, il envoie des chevaux arabes au haras national de Mangalia, nouvellement créé.
En 1948, le haras est devenu la propriété du ministère de l'Agriculture roumain,. Cinq ans plus tard, en 1953, il est dissout et transféré à Slobozia,. En 1959, l'emplacement a été rétabli en tant que dépôt d'étalons.
Il reçoit des chevaux du haras de Sambata de Jos en 1970,. Cette date est importante dans l'histoire de la race du cheval de sport roumain, car elle correspond au début de sa sélection.
En 2002, ce haras relève de l'administration de l'Autorité forestière nationale en tant que section au sein de la structure de la Direction forestière de Călăraşi,. En novembre 2011, il reprend le noyau d'élevage de la race du Trotteur roumain du haras national de Dor Mărunt,. À partir de juillet 2015, le Haras de Jegălia passe sous la responsabilité de la Direction de l'Elevage, de l'Exploitation et de l'Amélioration des Chevaux, en tant que sous-unité,.

## Missions
Le cheptel du haras national de Jegălia se compose de chevaux de sport roumains et de trotteurs roumains.
Ce cheptel fait l'objet de recherches scientifiques, par exemple pour déterminer la présence de la mutation à l'origine du gène Crème chez le cheval de sport roumain.